# Josefina Tió
Josefina Tió (Barcelona?, segle XX) fou una jugadora de tennis de taula catalana.
Membre del Tívoli Ping Pong Club, es proclamà campiona de Catalunya de dobles (1944), fent parella amb Núria Subietas, i subcampiona estatal (1943) fent parella amb Ana María Subietas. Per equips, guanyà la primera edició del Campionat d’Espanya per equips femenins, juntament amb Conxita Panadès i Núria Subietas.